# Central Kildare
Central Kildare est une communauté dans le comté de Prince de l'Île-du-Prince-Édouard.